# Heinrich Henkel (Dramatiker)
Heinrich Henkel (* 12. April 1937 in Koblenz; † 2. März 2017 in Basel) war ein deutscher Dramatiker, der für das Theater und Hörspiele schrieb. Vor und nach seinem ersten Erfolg mit dem Stück Eisenwichser (1970) war er selbst als Malermeister tätig.

## Leben
Henkel verbrachte seine Kindheit in Bad Ems. Nach der Volksschule absolvierte er eine Malerlehre. Ab 1955 war er als Flachmaler und Weißbinder tätig. 1964 übersiedelte er als Malermeister in die Schweiz. Hier war er Vertrauensmann der Schweizerischen Bau- und Holzarbeitergewerkschaft. Zunächst weiter im Malerberuf arbeitend, begann er, der zuvor bereits angefangen hatte Texte zu schreiben, 1970 eine Tätigkeit als freier Schriftsteller für das Theater. Nach Erhalt des Förderpreises des Gerhart-Hauptmann-Preises 1970 für seinen Sensationserfolg Eisenwichser, das der Diogenes-Verlag in mehreren Auflagen als Buch herausbrachte, und der Fördergabe des Schiller-Gedächtnispreises 1971 und weiteren, allerdings weniger erfolgreichen Stücken (Spiele um Geld, 1971, Olaf und Albert, 1973 und Die Betriebsschließung, 1975) war Henkel ab 1975 fünf Jahre lang wieder ausschließlich als Maler tätig. Hernach weitere Schreibarbeit in den Bereichen Theater und Hörspiel. Sein letztes Stück Lohnhof (1996) wurde in Luzern mit Erfolg aufgeführt. Danach musste er wieder als Maler in Basel arbeiten.
Henkel verarbeitete in seinen Werken in erster Linie Erfahrungen aus der Arbeits- und Beziehungswelt, was zum Zeitpunkt seines ersten Auftretens auf der literarischen Bühne bei der Kritik sehr beliebt war.